# Interaktiv
Ordet interaktiv er afledt af begrebet interaktivitet, og kan beskrives dels som den vekselvirkning der finder sted mellem hændelser, dels som den indbyrdes påvirkning disse hændelser forandrer hinanden med. Interaktive processer kan beskrive både menneskelige og maskinelle relationer. 
Inden for felterne informationsvidenskab, kommunikation og industridesign er der debat om hvad interaktivitet betyder. Man skelner mellem tre niveauer: 
- Ikke-interaktiv, når en meddelelse ikke er relateret til tidligere meddelelser
- Reaktiv, når en meddelelse er relateret til udelukkende den sidste meddelelse
- Interaktiv, når en meddelelse er relateret til et antal tidligere meddelelser og til sammenhængen mellem dem.

Interaktivitet svarer til graden af respons og anses som en kommunikationsproces, hvor hver meddelelse hænger sammen med tidligere udvekslede meddelelser, og til sammenhængen mellem de meddelelser og meddelelserne før dem. For at interaktivitet skal kunne siges at have indtruffet må meddelelserne føre til en påvirkning af hinanden, som ikke ville have forekommet uden interaktionen mellem dem. 

## Eksempel
Et eksempel på ikke interaktiv-, reaktiv- og interaktiv kan være at nogen giver en besked som passivt kan modtages (ikke interaktiv), og eventuelt svares på (reaktiv) og hvor svaret fører til en ændring af den oprindelige besked (interaktiv handling). 

## Brug
Interaktivitet er en vigtig del af opbygningen af computerspil, internet og webtjenester. I Roskilde (1998) oprettes et musikskoletilbud, baseret på interaktion, Den Interaktive Musikundervisning.  